# Суходанець
Суходанець (пол. Suchodaniec) — село в Польщі, у гміні Ізбицько Стшелецького повіту Опольського воєводства.
Населення — 497 осіб (2011).

## Демографія
Демографічна структура станом на 31 березня 2011 року:
|          | Загалом | Допрацездатний вік | Працездатний вік | Постпрацездатний вік |
| -------- | ------- | ------------------ | ---------------- | -------------------- |
| Чоловіки | 253     | 49                 | 174              | 30                   |
| Жінки    | 244     | 40                 | 150              | 54                   |
| Разом    | 497     | 89                 | 324              | 84                   |